# Pětka
Die Pětka (ausgesprochen pietka, deutsch: Die Fünf) war eine informelle außerparlamentarische Gruppierung, die in den 1920er-Jahren eine entscheidende Rolle im politischen Leben der Ersten Tschechoslowakischen Republik spielte.

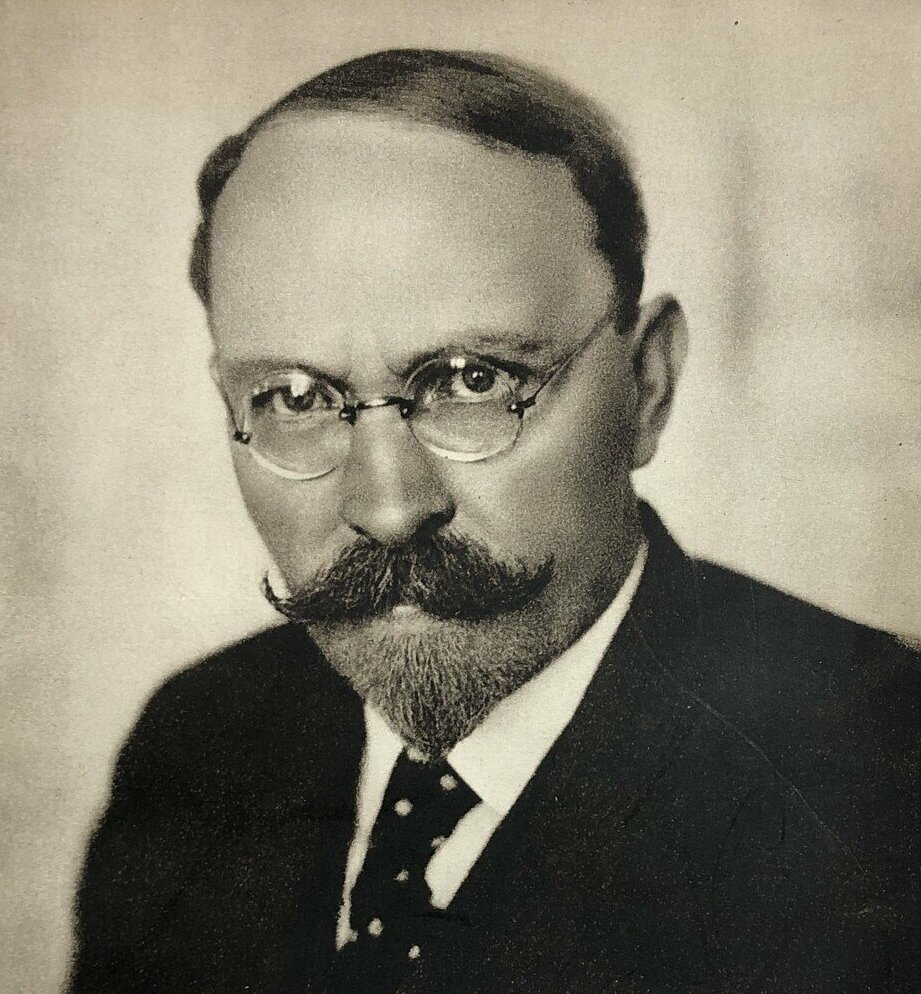
Rudolf Bechyně, ČSSD
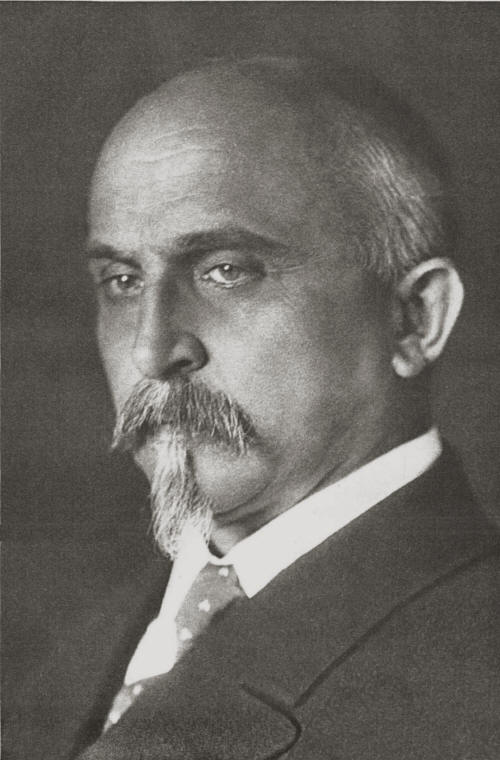
Alois Rašín, (ČsND)
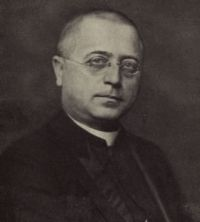
Jan Šrámek, ČSL
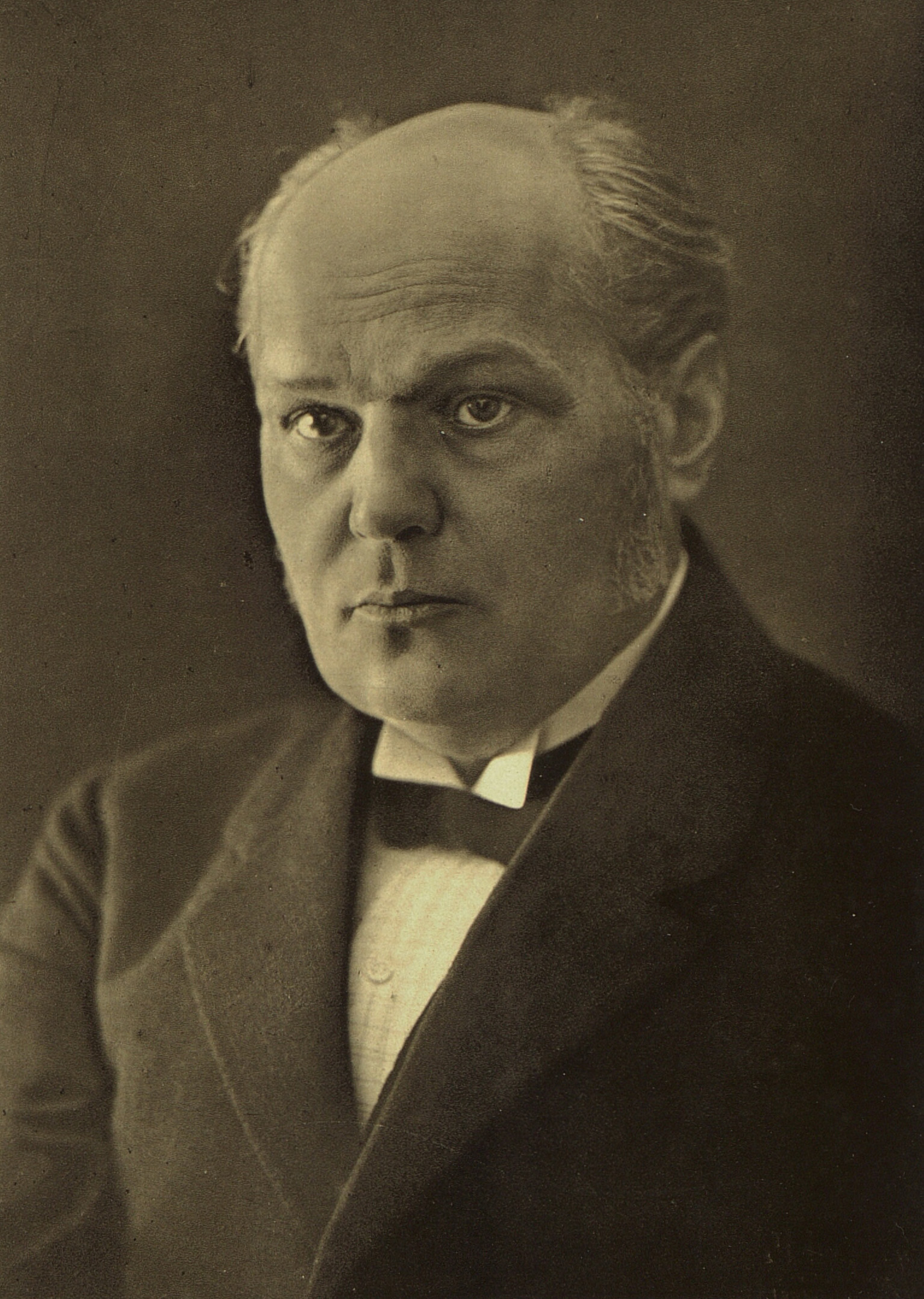
Antonín Švehla, (RSZML)
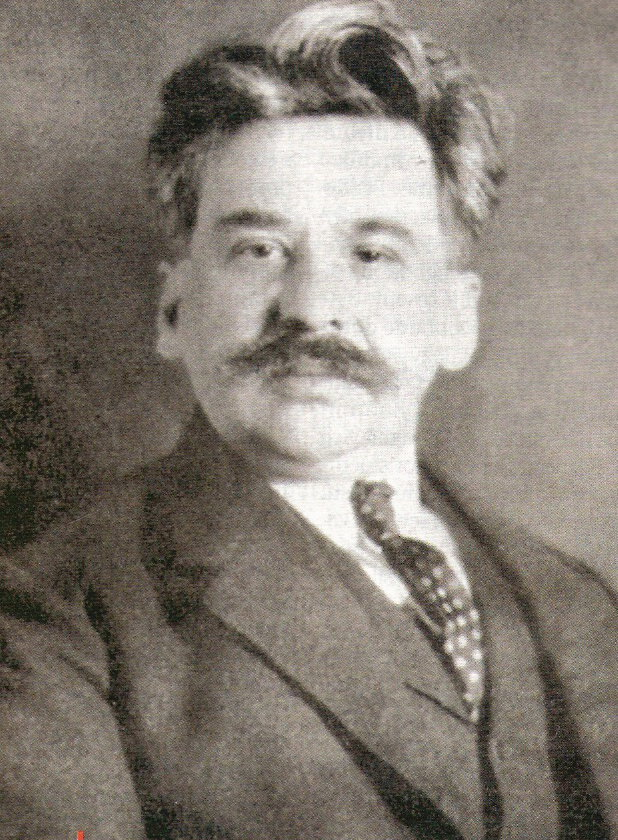
Jiří Stříbrný, (ČSNS)

## Bedeutung
Die Gruppierung wurde im Jahr 1921 als eine Reaktion auf die politische Krise im Herbst 1920 gegründet und setzte sich zusammen aus Vertretern der fünf stärksten im Parlament vertretenen Parteien. Sie hatte zum Ziel, in dem damals sowohl ethnisch wie auch politisch sehr zersplitterten parlamentarischen System der jungen Tschechoslowakischen Republik Kompromisse zwischen den Parteien zu suchen und so zu Stabilität und Funktionsfähigkeit der Republik beizutragen. Die Pětka beriet über die wichtigsten Vorhaben, bevor sie im Parlament verabschiedet wurden.
Die Pětka wurde oft für ihr nicht-demokratisches Vorgehen kritisiert, denn sie traf Absprachen am Parlament vorbei. Trotzdem wird sie heute aufgrund ihres stabilisierenden Einflusses auf das demokratische System überwiegend positiv beurteilt. Aus heutiger Sicht war sie eine Art Regierungskoalition der fünf stärksten Parteien.
In der Pětka waren führende Repräsentanten folgender Parteien vertreten:
- Tschechoslowakische Sozialdemokratische Partei (Česká strana sociálně demokratická, ČSSD), Rudolf Bechyně
- Tschechoslowakische Nationaldemokratie (Československá národní demokracie, ČsND), Alois Rašín
- Tschechoslowakische Volkspartei (Československá strana lidová, ČSL), Jan Šrámek
- Tschechoslowakische Agrarpartei (Českoslovanská strana agrární, RSZML), Antonín Švehla
- Tschechoslowakische National-Sozialistische Partei (Česká strana národně sociální, ČSNS), Jiří Stříbrný

Im Jahr 1925, nach starken Verlusten der sozialistischen Parteien bei den Wahlen, wurde eine Koalition von sechs Parteien gebildet und die Pětka durch einen Vertreter der Tschechoslowakischen Handelspartei (Československá živnostensko-obchodnická strana středostavovská, ČŽOS) zu einer Šestka (Die Sechs) ergänzt. Die Koalition zerfiel aber gleich im folgenden Jahr. Nach gleichem Muster gründete man später eine Osmička (Die Acht) und Desítka (Die Zehn), diese Gruppierungen erreichten aber bei Weitem nicht die Bedeutung der ursprünglichen Pětka.